# Fabián Casas
Fabián Andrés Casas (Boedo, 7 d'abril de 1965)  és un escriptor, poeta i periodista argentí. Considerat un dels més destacats escriptors argentins de la dècada dels 90, la seva obra està composta de tres novel·les, tres llibres de contes, onze poemaris i llibres d'assaig i teatre. El 2007 va rebre a Alemanya el Premi Anna Seghers per «posseir una lírica extraordinària i ser la seva obra una font d'inspiració per als autors d'Amèrica Llatina». Ha estat traduït als idiomes anglès, alemany i francès.

## Biografia
Poeta, narrador, assagista i periodista, és una de les figures destacades de l'anomenada «generació del sexe» a l'Argentina. Va estudiar Filosofia i va començar a treballar com a periodista al diari Clarín, al començament dels anys 1990. Va ser també editor del diari esportiu Olé. Va treballar en la revista esportiva El Gráfico i després va passar a ser subeditor general i editor general del setmanari El Federal.  La seva carrera literària es va iniciar també al començament de l'última dècada de segle XX amb la fundació de la revista de poesia 18 Whiskys, juntament amb altres poetes de la seva generació, com Gerardo Foia, el seu productor, José Villa, Daniel Durand, Darío Rojo, Ezequiel Alemián, Mario Varela i Eduardo Ainbinder. La publicació va editar només dos números, però va tenir àmplia repercussió en l'ambient literari de la capital de l'Argentina. Per a la mateixa època, va publicar "Tuca", el seu primer poemari, que va ser assenyalat com a emblema d'un corrent objetivista. El 1998 va participar del Programa Internacional d'Escriptors de la Ciutat de Iowa, EUA Alguns dels seus escrits en blogs formen part del seu llibre Ensayos bonsái, editat el 2007 juntament amb textos de major alè. En el mateix any 2007 va rebre a Alemanya el Premi Anna Seghers per, en paraules del jurat, «posseir una lírica extraordinària i ser la seva obra una font d'inspiració per als autors d'Amèrica Llatina». Una antologia dels seus poemes va sortir a Alemanya en el 2009 (traduïda per Timo Berger). El 2010 la seva novel·la Ocio (escrita el 1990 i publicada el 2000), va ser portada al cinema pels directors Juan Villegas i Alejandro Lingenti. El seu interès pel cinema també es reflecteix en la coescritura al costat de Lisandro Alonso del guió de Jauja, pel·lícula protagonitzada per Viggo Mortensen. El 2014 va obtenir el Diploma al Mèrit dels Premis Konex en la disciplina "Poesía: Quinquenio 2009-2013".
Actualment és columnista de Diario Perfil. Papel para envolver verdura, editat el 2020, reuneix diverses de les columnes setmanals escrites per a la seva publicació en aquest periòdic.El 2023, després de vuit anys, Casas va tornar a publicar una novel·la amb l'edició d' El parche caliente.

## Obra

### Novel·la
- Ocio (2000, Tierra Firme)
- Titanes del coco (2015, Emecé)
- El parche caliente (2023, Emecé)

### Contes
- Los Lemmings y otros (2005, Santiago Arcos)
- Diarios de la edad del pavo (2016, Eloísa Cartonera)
- Una serie de relatos desafortunados (2020, Eloísa Cartonera)

### Poesia
- Otoño, poemas de desintoxicación y tristeza  (1988, Islas)
- Tuca (1990, Tierra Firme)
- El salmón (1996, Tierra Firme)
- Pogo (1999, Deldiego)
- Bueno, eso es todo (2001, Deldiego)
- Oda (2003, Eloísa Cartonera)
- El spleen de Boedo (2004, Vox)
- El hombre de overol (2007, Vox)
- Horla City y otros. Toda la poesía 1990-2010 (2010, Emecé)
- Últimos poemas en Prozac (2019, Emecé)
- Envíame tus poemas y te enviaré los míos (2021, Caleta Olivia)

### Assaig
- Breves apuntes de autoayuda (2005, Santiago Arcos)
- Ensayos bonsái (2007, Emecé)
- Todos los ensayos bonsái (2013, Mondadori)
- La supremacía Tolstoi (2013, Emecé)
- La voz extraña (2014, Ediciones UDP)
- Trayendo a casa todo de nuevo. Todos los ensayos (2017, Emecé)
- Papel para envolver verdura (2020, Emecé)

### Teatre
- Luis Ernesto llega vivo (2018, Blatt & Ríos)
- Los Teresos (2021, Blatt & Ríos)

### Infantil
- Rita viaja al cosmos con Mariano (2009, Planta)

## Premis
- 2007: Premi Anna Seghers[11]
- 2014: Premi Konex en la categoria «Poesía, Quinquenio 2009-2013»[12]